# كأس تركيا 2005–06
كأس تركيا 2005–06 (بالتركية: 2005-06 Türkiye Kupası)‏ هو موسم من كأس تركيا. كان عدد الأندية المشاركة فيه 72، وفاز فيه نادي بشكتاش.